# Charlotte Wolff

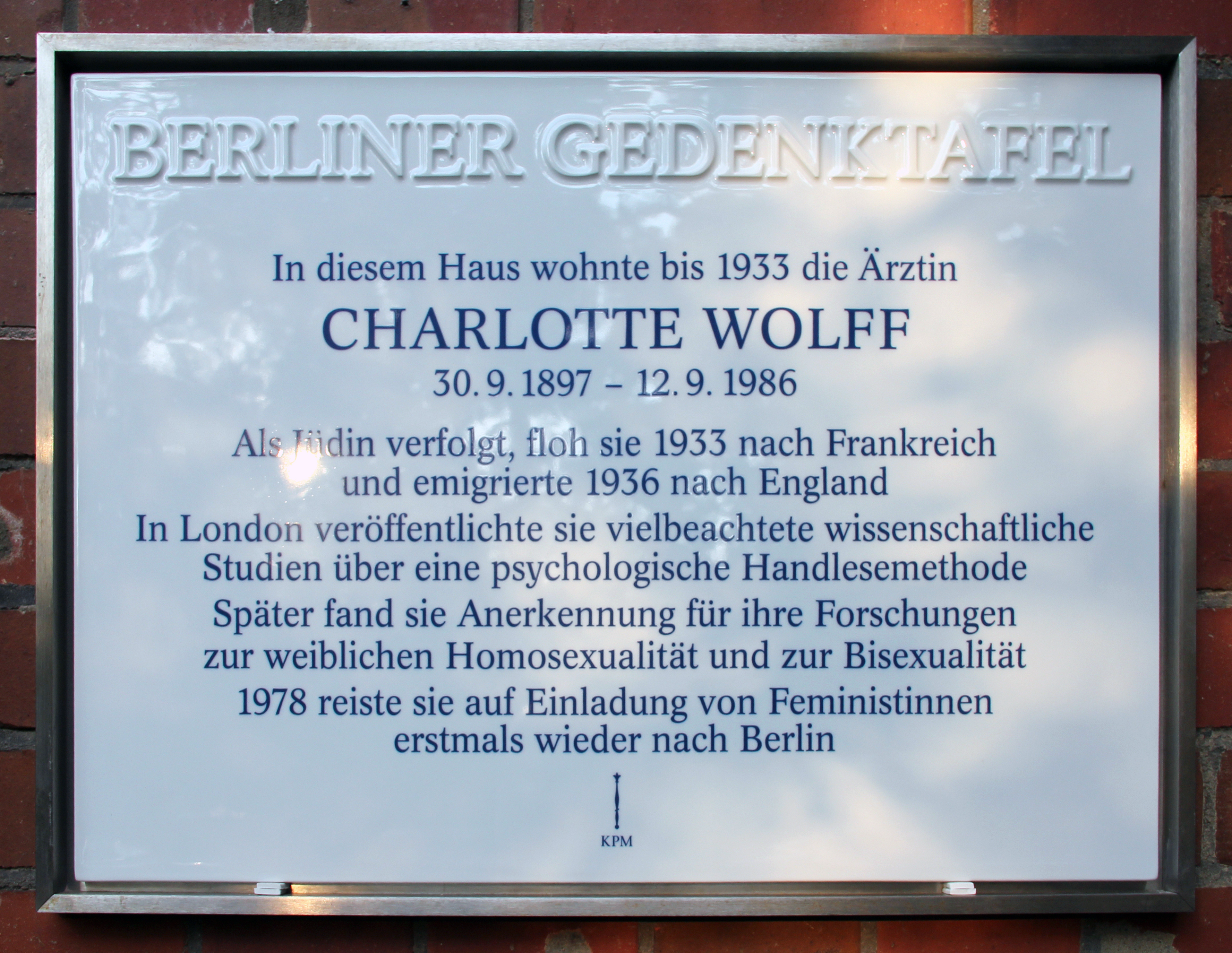
Berliner Gedenktafel am Haus, Laubenheimer Straße 10, in Berlin-Wilmersdorf

Charlotte Wolff (* 30. September 1897 in Riesenburg, Westpreußen (heute Prabuty in Polen); † 12. September 1986 in London) war eine Ärztin, Sexualwissenschaftlerin und Schriftstellerin. Sie veröffentlichte grundlegende Werke zur weiblichen Homosexualität.

## Leben

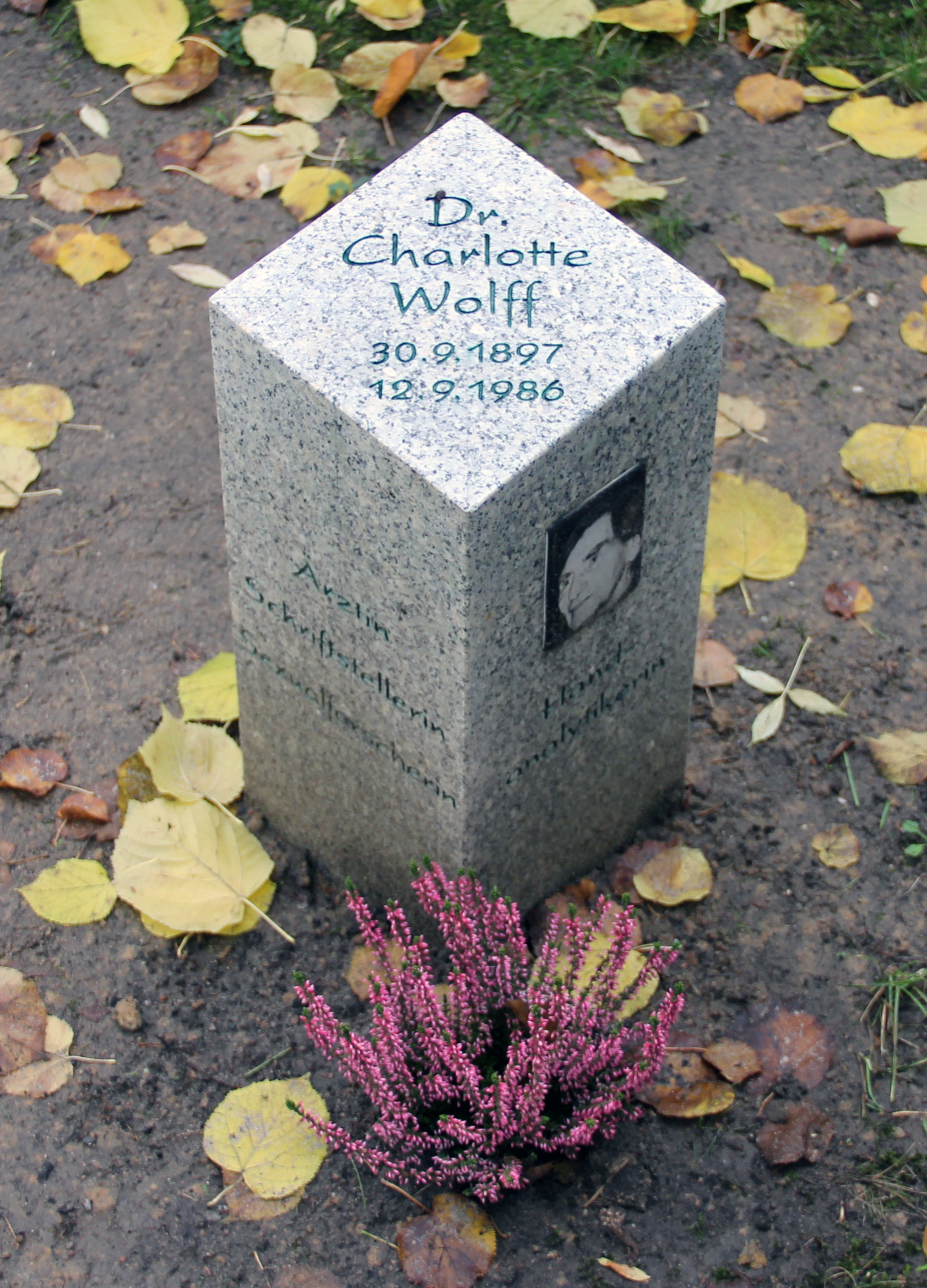
Gedenkstein auf dem Alten St.-Matthäus-Kirchhof, Großgörschenstraße 12, in Berlin-Schöneberg

Charlotte Wolff wurde als jüngste Tochter einer jüdischen Kaufmannsfamilie geboren und verlebte in Riesenburg und Danzig ihre Kindheit und Jugend. Nach dem Abitur am Viktoria Realgymnasium Danzig, zog sie im Jahr 1918 nach Freiburg im Breisgau, um an der Albert-Ludwigs-Universität Medizin zu studieren. Sie belegte aber auch die Fächer Psychologie und Philosophie und besuchte Vorlesungen von Husserl und Heidegger. 2019 wurde dort ein Weg nach ihr benannt. In Berlin setzte sie ihr Studium fort und beendete es 1928 mit ihrer Dissertation zum Thema "Die Fürsorge für die Familie im Rahmen der Schwangerschaftsberatung der Ambulatorien des Verbandes der Berliner Krankenkassen". Schon in ihrer Studienzeit entdeckte sie ihre Vorliebe für Frauen. Wolff selbst verweigerte sich auch dem klassischen Frauenbild der damaligen Zeit und bevorzugte bequeme Männerkleidung.
Nach Abschluss ihres praktischen Jahres als Ärztin am Rudolf-Virchow-Krankenhaus (heute Charité) in Berlin wechselte sie als stellvertretende Direktorin an die Klinik für Familienplanung, Schwangerschaftsfürsorge und Schwangerschaftsverhütung in Berlin. Diese Position musste Wolff aufgrund ihrer jüdischen Abstammung allerdings bald aufgeben. Bis zu ihrer endgültigen Entlassung im Februar 1933 arbeitete sie noch im Institut für elektro-physikalische Therapie in Neukölln. Im selben Monat wurde Wolff kurzzeitig von der Gestapo verhaftet und der Spionage sowie des Tragens von Männerkleidung beschuldigt. Nach einer im Mai 1933 erfolgten Hausdurchsuchung emigrierte Charlotte Wolff dann am 26. Mai 1933 nach Frankreich. Dort bezog sie im August zusammen mit Helen Hessel, der Frau des Schriftstellers Franz Hessel, eine Wohnung auf dem Boulevard Brune im 14. Arrondissement in Paris. Durch Helen Hessel wurde sie auf einer Reise nach Sanary-sur-Mer an der Côte d’Azur mit Maria Huxley bekannt, der Frau von Aldous Huxley.
Schon 1931 begann ihr Interesse für Chirologie, und sie absolvierte in Berlin einen Kurs bei Julius Spier. Durch die Ausbildung war es Charlotte Wolff möglich geworden, da sie in Frankreich ihren Beruf als Ärztin nicht ausüben durfte, sich ihren Lebensunterhalt als Chirologin zu verdienen, nachdem Hessel und Huxley Kontakte zu den Pariser Künstler- und Literatenkreisen vermittelt hatten. Unter anderem tat sie es in Paris, wo sie Thomas Mann begegnete. Ihre Arbeit inspirierte sie dazu, Methoden der Interpretation von Hand und Gestik weitergehend wissenschaftlich zu erforschen. In der Forschung kooperierte Wolff mit dem französischen Psychologen Henri Wallon (1879–1962).
1936 flüchtete Charlotte Wolf – aus Angst vor einer deutschen Invasion und auf Veranlassung von Aldous und Maria Huxley – nach London, wo sie 1951 eine eigene psychiatrische Praxis eröffnete. Mit ihren wissenschaftlichen Veröffentlichungen erlangte sie schon bald in Fachkreisen hohe Aufmerksamkeit.
1939 legte Charlotte Wolff in Reaktion auf die schockierenden Nachrichten über die Vertreibung und Vernichtung der Juden durch die Deutschen ihre deutsche Staatsangehörigkeit ab. 1947 nahm sie die britische Staatsangehörigkeit an. Oft bezeichnete sich Charlotte Wolff in Folge als internationale Jüdin mit einem britischen Pass. 
1952 erhielt Charlotte Wolf die Zulassung als Ärztin in England und eröffnete noch im selben Jahr eine eigene Praxis in London. Da sie auch psychotherapeutische Behandlungen anbot und Gutachten für die Bewährungshilfe anfertigte, kam sie auch beruflich mit homosexuellen Patienten und Patientinnen in Kontakt und interessierte sich vermehrt für deren psychosoziale Situation.
Nachdem sie aufgrund der schrecklichen Taten der Nationalsozialisten ihr Heimatland jahrzehntelang gemieden hatte, besuchte Charlotte Wolff 1978 auf eine Einladung der in der Lesbenbewegung organisierten Frauen hin erstmals wieder Berlin, wo sie Vorträge und Lesungen hielt und neue Verbindungen knüpfte. Seit 1983 verband Charlotte Wolff eine Brieffreundschaft mit Christa Wolff.
Charlotte Wolff stirbt am 12. September 1986 in ihrer Londoner Wohnung an Herzversagen.

## Forschungen

### Chirologie
Charlotte Wolff arbeitete zwanzig Jahre lang – von 1932 bis 1952 – auf dem Gebiet der Chirologie, die sie von Julius Spier erlernt hatte. Sie führte psychologische Handdiagnosen durch, über die sie vier Bücher verfasste. Durch die Vermittlung von Aldous Huxley erhielt Wolff Zugang zu Pariser und Londoner Künstlerkreisen. In ihrer ersten Studie aus dem Jahr 1936 beschrieb sie unter anderem Handabdrücke von Marcel Duchamp, Max Ernst, Man Ray, Virginia Woolf und George Bernard Shaw.
In der surrealistischen Zeitschrift Minotaure publizierte Wolff den ersten Entwurf einer psychologischen Theorie der Hand. In ihrem 1942 erstmals erschienenen Werk The Human Hand legte sie die Grundzüge der Chirologie in Buchform vor. Sie vertrat darin auch behindertenfeindliche und rassistische Thesen. Dabei berief sie sich auf die Rassenkundler Rudolf Martin und Otto Schlaginhaufen. Sie verglich die Handabdrücke eines Gorillas mit denen eines geistig behinderten Mannes, den sie als „male idiot“ bezeichnete. Dabei kam sie zu dem Schluss, dass der Mann dem Gorilla geistig unterlegen sei: „As compared with the gorilla the idiot appears to be the less differentiated and developed being.“

### Sexologie
Anfang der 1960er Jahre verfasste Charlotte Wolff einen Essay über Lesbianismus. Hieraus entwickelten sich in der Zeit von 1968 bis 1978 ihre sexualwissenschaftlichen Forschungen. Für ihre erste empirische Studie zur weiblichen Homosexualität führte Wolff Interviews mit 108 homosexuellen Frauen und ließ sie Fragebögen beantworten. Die Ergebnisse veröffentlichte sie 1971 unter dem Titel Love between Women.
Für ihre zweite Studie zur Bisexualität interviewte Wolff insgesamt 150 Männer und Frauen. Die Veröffentlichung der Ergebnisse erfolgte 1977. Für dieses Buch schöpfte sie den Begriff der Homoemotionalität, mit dem sie ausdrückte, dass sich Zuneigung und Attraktivität nicht nur über Sexualität vermitteln.
Mit beiden Werken erlangte Charlotte Wolff internationale Anerkennung.
Ihr letztes Werk, das sie kurz vor ihrem Tod fertigstellte, ist ein Porträt des Berliner Sexualforschers Magnus Hirschfeld. Es handelt sich um die erste umfassende Biographie über Hirschfeld. Nach 6 Jahren Arbeit daran kann die dann bereits über 80-jährige Charlotte Wolff die knapp 500 Seiten umfassende Arbeit abschließen.

## Mitgliedschaft
Charlotte Wolff war Mitglied der British Psychological Society, deren Ehrenmitglied sie wurde.

## Ehrungen
Charlotte-Wolff-Kolleg in Berlin wurde 1971 eröffnet. Der Charlotte-Wolff-Weg in Freiburg/Br. existiert seit 2019. In Bremen gibt es zudem eine Charlotte-Wolff-Allee.

## Veröffentlichungen
- Studies in Handreading. Chatto & Windus, London 1936.[15]
  - Deutsche Ausgabe: Professionelles Handlesen: Studien der Surrealisten in Paris mit Biografien und Horoskopen. Aus dem Englischen übersetzt von Manfred Magg, Chiron Verlag, Tübingen 2024, ISBN 978-3899972986
- The Human Hand. Methuen, London 1942.
  - Deutsche Ausgabe: Die Hand des Menschen. Aus dem Englischen übersetzt von Ursula von Mangoldt. Barth, Weilheim 1970, ISBN 3-87041-231-3.
- A Psychology of Gesture. Methuen, London 1945.
- The Hand in Psychological Diagnosis. Methuen, London 1951.
- On the Way to Myself. Communications to a Friend. Methuen, London 1969, ISBN 0-416-12450-X.
  - Deutsche Ausgabe: Innenwelt und Außenwelt. Autobiographie eines Bewußtseins. Aus dem Englischen von Christel Buschmann. Rogner & Bernhard, München 1971.
- Love Between Women. Duckworth, London 1971, ISBN 0-7156-0579-8.
  - Deutsche Ausgabe: Psychologie der Lesbischen Liebe. Eine empirische Studie der weiblichen Homosexualität. Aus dem Englischen von Christel Buschmann. Rowohlt, Reinbek bei Hamburg 1973, ISBN 3-499-68040-8.
- Bisexuality. A Study. Quartet, London 1977, ISBN 0-7043-2144-0.
  - Deutsche Ausgabe: Bisexualität. Aus dem Englischen von Brigitte Stein. Fischer, Frankfurt am Main 1981, ISBN 3-596-23822-6.
- An Older Love. Virago u. Quartet Books, London 1976
  - Deutsche Ausgabe: Flickwerk. Roman. Aus dem Englischen von Gerlinde Kowitzke. Frauenoffensive, München 1977, ISBN 3-88104-025-0.
- Hindsight. Quartet Books, London 1980.
  - Deutsche Ausgabe: Augenblicke verändern uns mehr als die Zeit. Eine Autobiographie. Aus dem Englischen von Michaela Huber. Beltz, Weinheim/Basel 1982, ISBN 3-407-39003-3.
- Die Hand als Spiegel der Psyche. Wissenschaftliche Handdeutung. Barth, München, Neuausgabe 1983, ISBN 3-502-66635-0.
- Magnus Hirschfeld. A Portrait of a Pioneer in Sexology. Quartet Books, London/New York 1986, ISBN 0-7043-2569-1.
- mit Christa Wolf: Ja, unsere Kreise berühren sich. Briefe. Luchterhand, München 2004, ISBN 3-630-87182-8.